# Anacapri
Anacapri je mesto in občina na otoku Capri, ki upravno spada pod metropolitansko mesto Neapelj, Kampanija.
Leta 2023 je mesto imelo 6821 prebivalcev. 